# Подберёзцовская сельская община
Подберёзцовская сельская общи́на (укр. Підберізцівська сільська громада) — территориальная община во Львовском районе Львовской области Украины.
Административный центр — село Подберёзцы.
Население составляет 8 171 человек. Площадь — 124 км².

## Населённые пункты
В состав общины входят 11 сёл:
- Верхняя Белка
- Глуховичи
- Журавники
- Миклашев
- Нижняя Белка
- Подберёзцы
- Подгорное
- Сухоречье
- Тарасовка
- Чижиков
- Чернушовичи